# Era (lugar de trabajo)

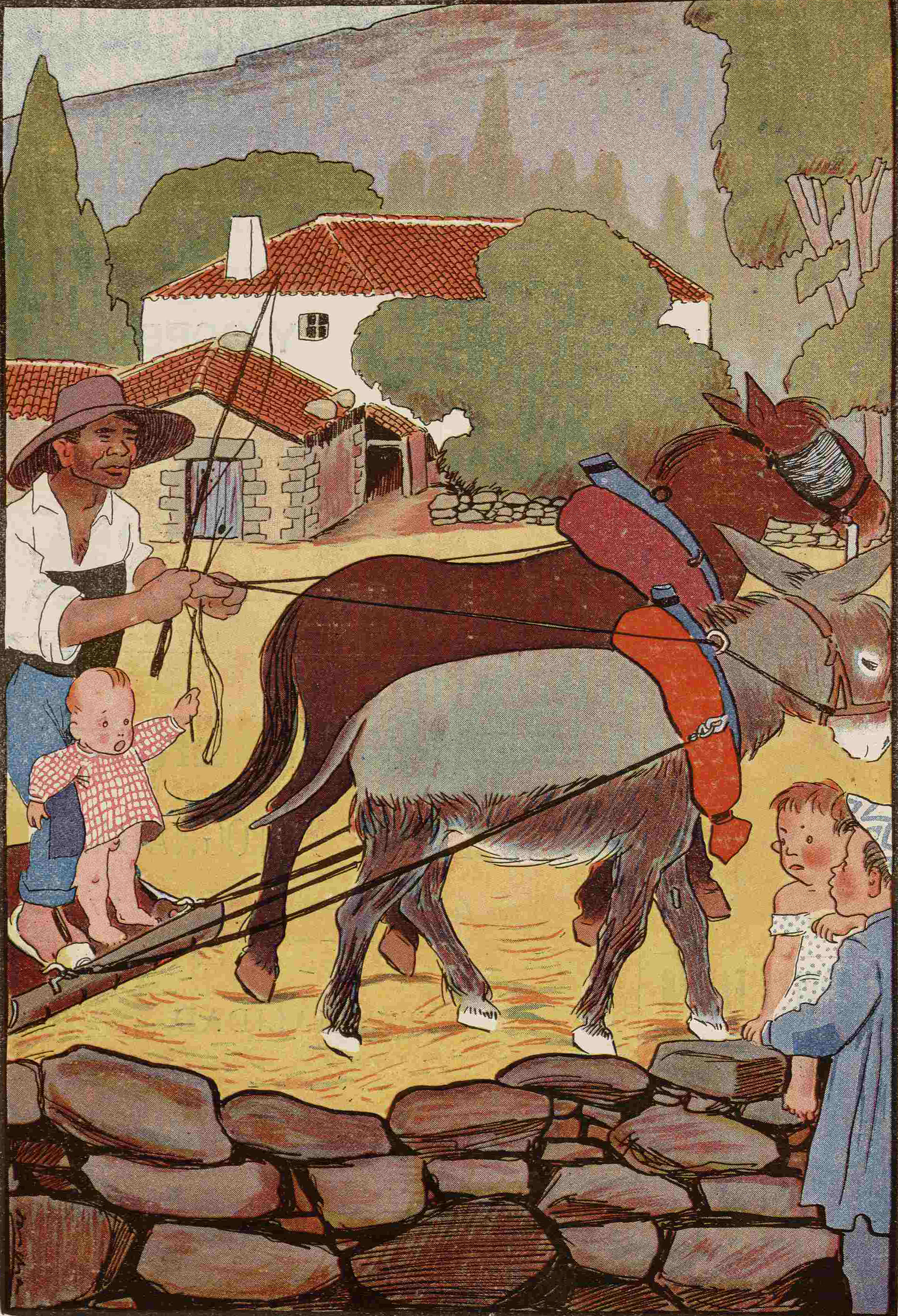
«En las eras». Ilustración de Francisco Sancha (¡Alegría!, 1907)

La era (del latín area ‘terreno llano despejado’), como lugar de trabajo, es un espacio de terreno limpio y firme donde se realizan diversas funciones, según el tipo de era: se trabajan los cereales, se cultivan vegetales, se preparan argamasas, se trabajan los minerales, etc.

## La era de trilla

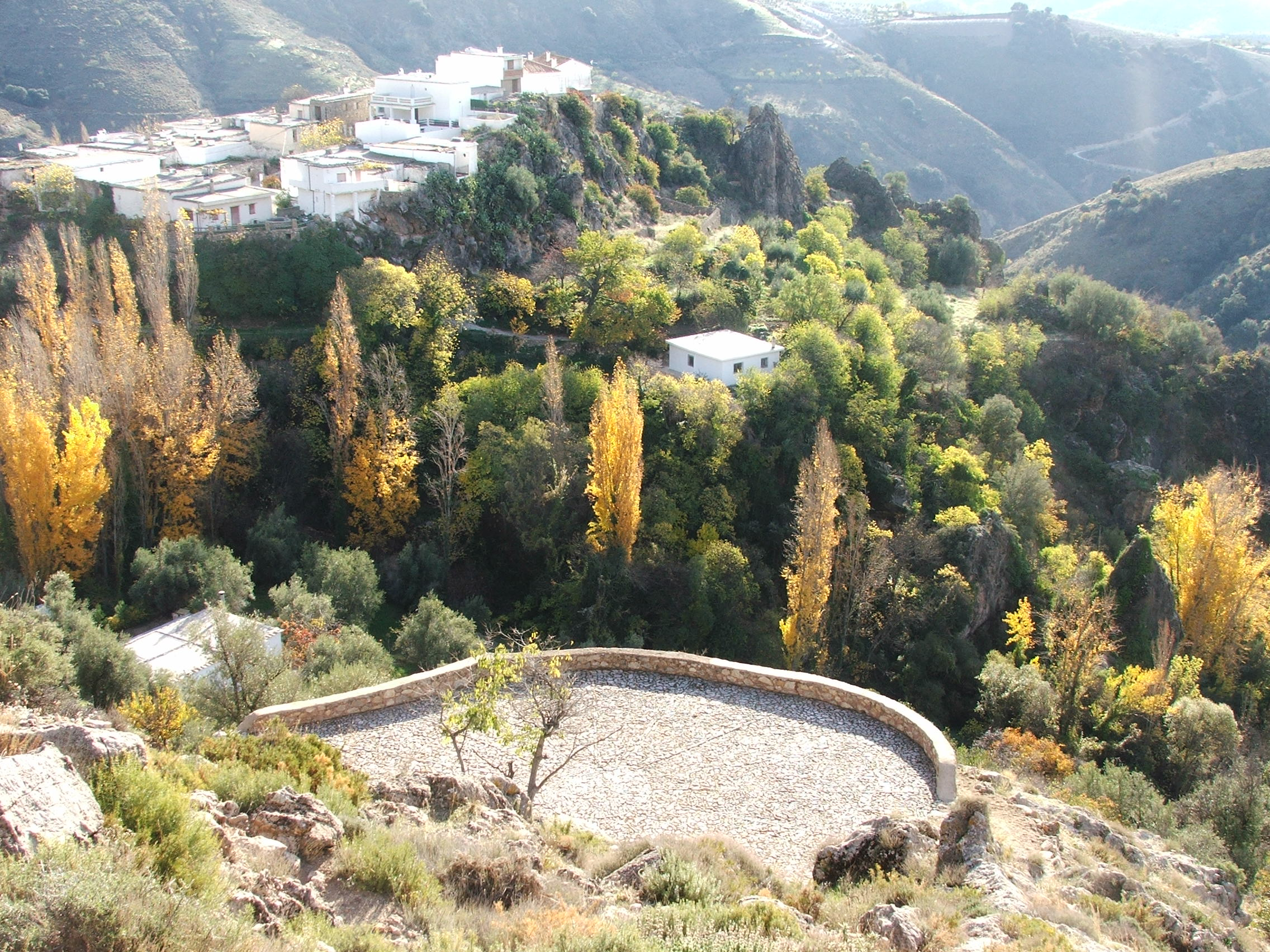
Era del Corral de Piedra, en Cástaras, Granada, España, convertida en mirador.

En agricultura, la era de trilla es el terreno (normalmente circular y empedrado) donde se trillaban los cereales y posteriormente se aventaban para obtener el grano. Cuando aparecen agrupadas en un espacio colectivo, al conjunto se le denomina ejido.

### Estructura de las eras de trilla
Normalmente se encuentran situadas cerca de un cortijo o cortijada, o en lugares accesibles desde zonas de cultivo, y suelen estar empedradas con materiales de diversa naturaleza (cantos rodados, del tamaño de un puño aproximadamente, lajas de pizarra, losas e, incluso, la propia roca aflorante), aunque en raras ocasiones no están empedradas, y entonces se denominan terrizas. Las eras se construían con una ligera pendiente, para evitar que se encharcaran con las lluvias, y una vez construido el balate de base, circular, desde su centro se trazaban los radios que facilitarían el empedrado.

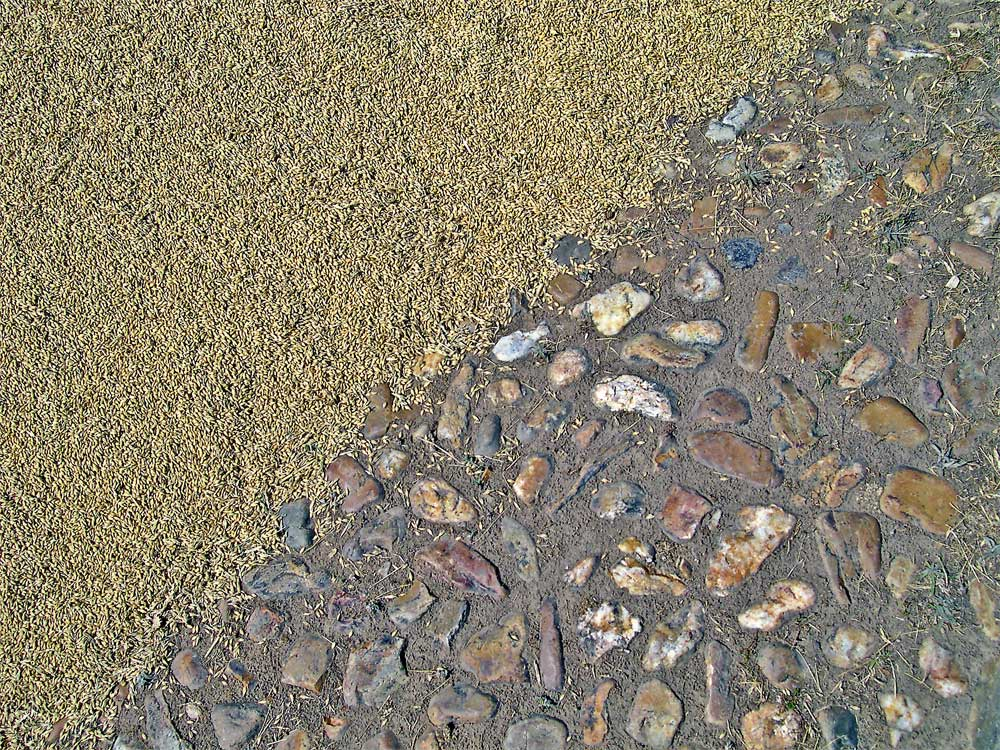
Detalle del cereal sobre el empedrado de una era agrícola, hecho con cantos rodados de cuarcita.

Para salvar los posibles desniveles y aislarla de escorrentías que puedan formarse con la lluvia, ayudando así a su conservación, en ocasiones están rodeadas de muros de más de 50 cm de grosor y de poca altura. Su construcción solía hacerse en lugares altos, para aprovechar vientos suaves y constantes, que facilitasen la labor de aventar o separar el grano de la paja, una vez se terminaba el trillado.

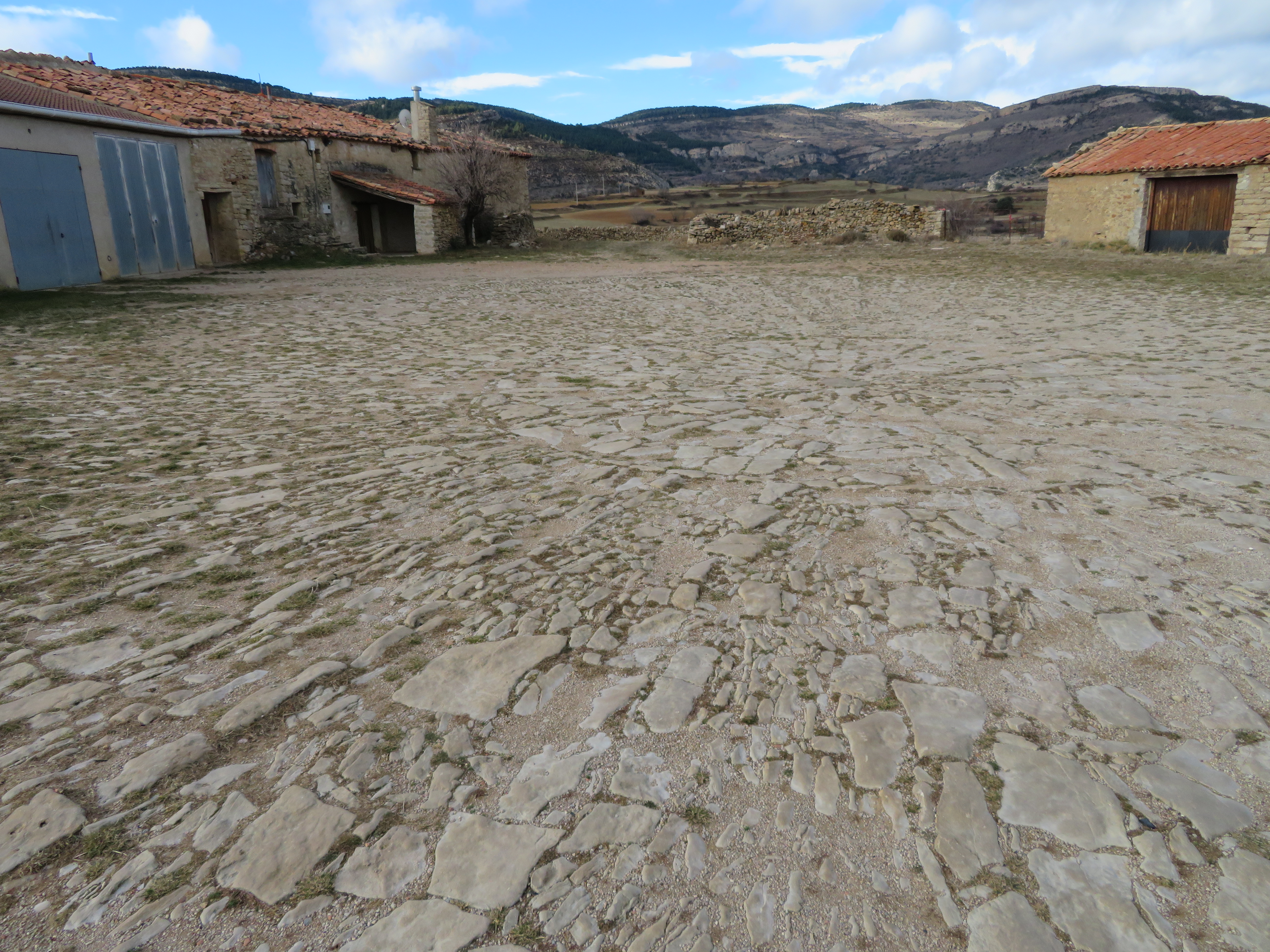
Era empedrada, era de trillar (Cantavieja, Teruel).

### Estructuras complementarias
Era frecuente que se construyeran dos eras, una para el cereal y otra para el picón; así, una era la era limpia, destinada a cereal para alimentación humana y animal, y la otra era la era sucia, que se utilizaba para hacer picón. Sus dimensiones y formas son variables, aunque como mínimo tenían que tener la anchura suficiente como para que un trillo tirado por una mula pudiese girar, dando vueltas sobre su superficie, durante horas, sin forzar demasiado las curvas para que el animal trabajase cómodamente.
Junto a la era, solía construirse un cobertizo o chambao (en la Alpujarra, normalmente en forma de tinao), para resguardar el grano ya en sus sacos y que, posteriormente, se utilizó para guardar la máquina aventadora, que aparece a partir de comienzos del siglo XX.

## Otros tipos de eras agrícolas
- En agricultura, también se llama era a un cuadro o rectángulo pequeño de tierra donde se cultivan flores y hortalizas.

## La era minera e industrial
- En minería es un terreno donde se machaca y limpia el mineral.

- En las salinas costeras o de manantiales salados, son los espacios cuadrados o rectangulares donde se dispone el agua salada para que su evaporación deje disponible la sal.

- En construcción es el terreno donde se preparan los morteros y argamasas.